# Richemont (Seine-Maritime)
Pour les articles homonymes, voir Richemont.
Richemont est une commune française située dans le département de la Seine-Maritime en région Normandie.

## Géographie

### Description

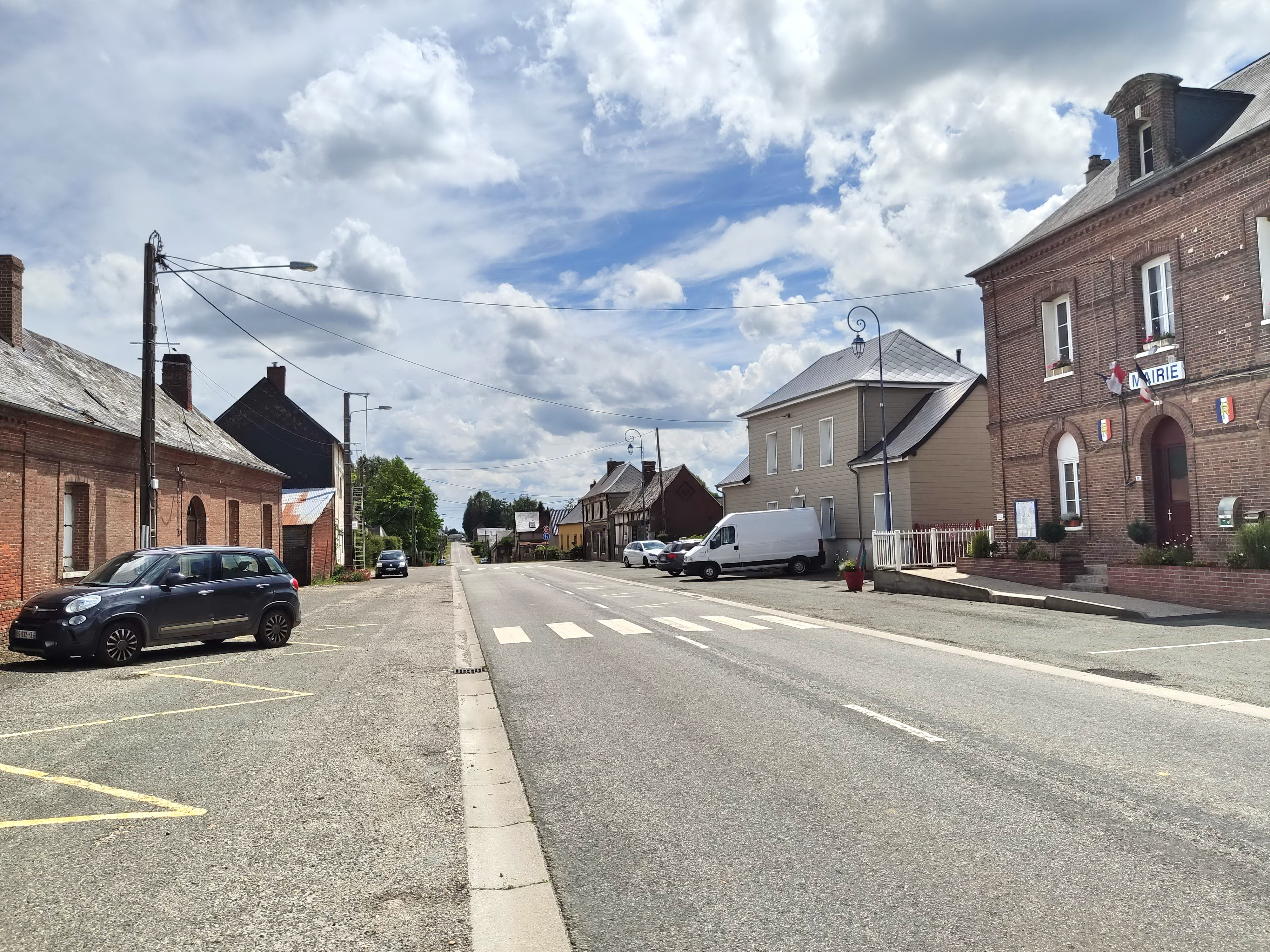
La rue Centrale (ex RN 320) et la mairie.

Richemont est un village-rue normand établi sur un plateau surplombant la vallée de la Bresle et bordé à l'ouest et au nord-ouest par des bois et forêts. Il se trouve à une soixantaine de kilomètres au nord-est de Rouen, à 55 km au nord-ouest de Beauvais et à 35 km de la Manche (mer) au Tréport et est aisément accessible par l'autoroute A29.
Son axe principal est constité par le tracé initial de l'ancienne route nationale 320 (actuelle RD 920) reliant Dieppe à Moreuil.

### Communes limitrophes
| Saint-Léger-aux-Bois |                           | Saint-Martin-au-Bosc |
| Saint-Léger-aux-Bois | Richemont                 | Aubéguimont          |
|                      | Landes-Vieilles-et-Neuves | Marques              |

### Hydrographie
La commune est située dans le bassin Seine-Normandie. Elle n'est drainée par aucun cours d'eau,. Néanmoins deux plans d'eau sont présents sur le territoire communal : la mare de la Plaine (0,03 ha) et la mare Guilbert (0,03 ha),.

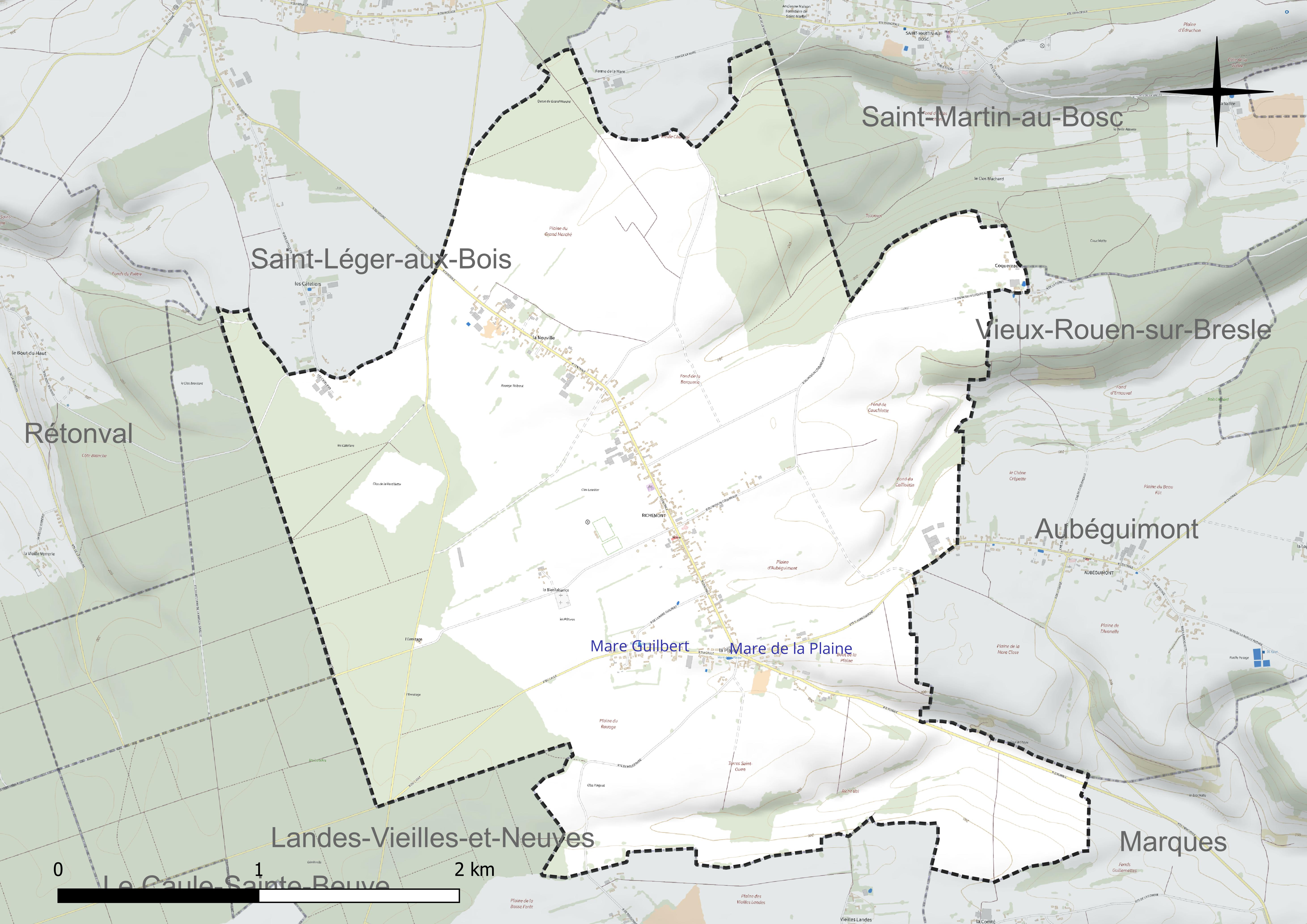
Réseau hydrographique de Richemont.

### Climat
Pour des articles plus généraux, voir Climat de la Normandie et Climat de la Seine-Maritime.
En 2010, le climat de la commune est de type climat océanique altéré, selon une étude du CNRS s'appuyant sur une série de données couvrant la période 1971-2000. En 2020, Météo-France publie une typologie des climats de la France métropolitaine dans laquelle la commune est exposée à un climat océanique et est dans la région climatique Côtes de la Manche orientale, caractérisée par un faible ensoleillement (1 550 h/an) ; forte humidité de l’air (plus de 20 h/jour avec humidité relative > 80 % en hiver), vents forts fréquents. Parallèlement le GIEC normand, un groupe régional d’experts sur le climat, différencie quant à lui, dans une étude de 2020, trois grands types de climats pour la région Normandie, nuancés à une échelle plus fine par les facteurs géographiques locaux. La commune est, selon ce zonage, exposée à un « climat contrasté des collines », correspondant au Pays de Bray, bien arrosé et frais.
Pour la période 1971-2000, la température annuelle moyenne est de 9,9 °C, avec une amplitude thermique annuelle de 13,8 °C. Le cumul annuel moyen de précipitations est de 821 mm, avec 13,4 jours de précipitations en janvier et 8,9 jours en juillet. Pour la période 1991-2020, la température moyenne annuelle observée sur la station météorologique la plus proche, située sur la commune de Bouelles à 15 km à vol d'oiseau, est de 10,7 °C et le cumul annuel moyen de précipitations est de 838,4 mm,. Pour l'avenir, les paramètres climatiques de la commune estimés pour 2050 selon différents scénarios d’émission de gaz à effet de serre sont consultables sur un site dédié publié par Météo-France en novembre 2022.

## Urbanisme

### Typologie
Au 1er janvier 2024, Richemont est catégorisée commune rurale à habitat dispersé, selon la nouvelle grille communale de densité à sept niveaux définie par l'Insee en 2022.
Elle est située hors unité urbaine et hors attraction des villes,.

### Occupation des sols
L'occupation des sols de la commune, telle qu'elle ressort de la base de données européenne d’occupation biophysique des sols Corine Land Cover (CLC), est marquée par l'importance des territoires agricoles (70,2 % en 2018), une proportion sensiblement équivalente à celle de 1990 (70,3 %). La répartition détaillée en 2018 est la suivante : 
terres arables (35 %), prairies (25,2 %), forêts (24,8 %), zones agricoles hétérogènes (10 %), zones urbanisées (4,9 %). L'évolution de l’occupation des sols de la commune et de ses infrastructures peut être observée sur les différentes représentations cartographiques du territoire : la carte de Cassini (XVIIIe siècle), la carte d'état-major (1820-1866) et les cartes ou photos aériennes de l'IGN pour la période actuelle (1950 à aujourd'hui).

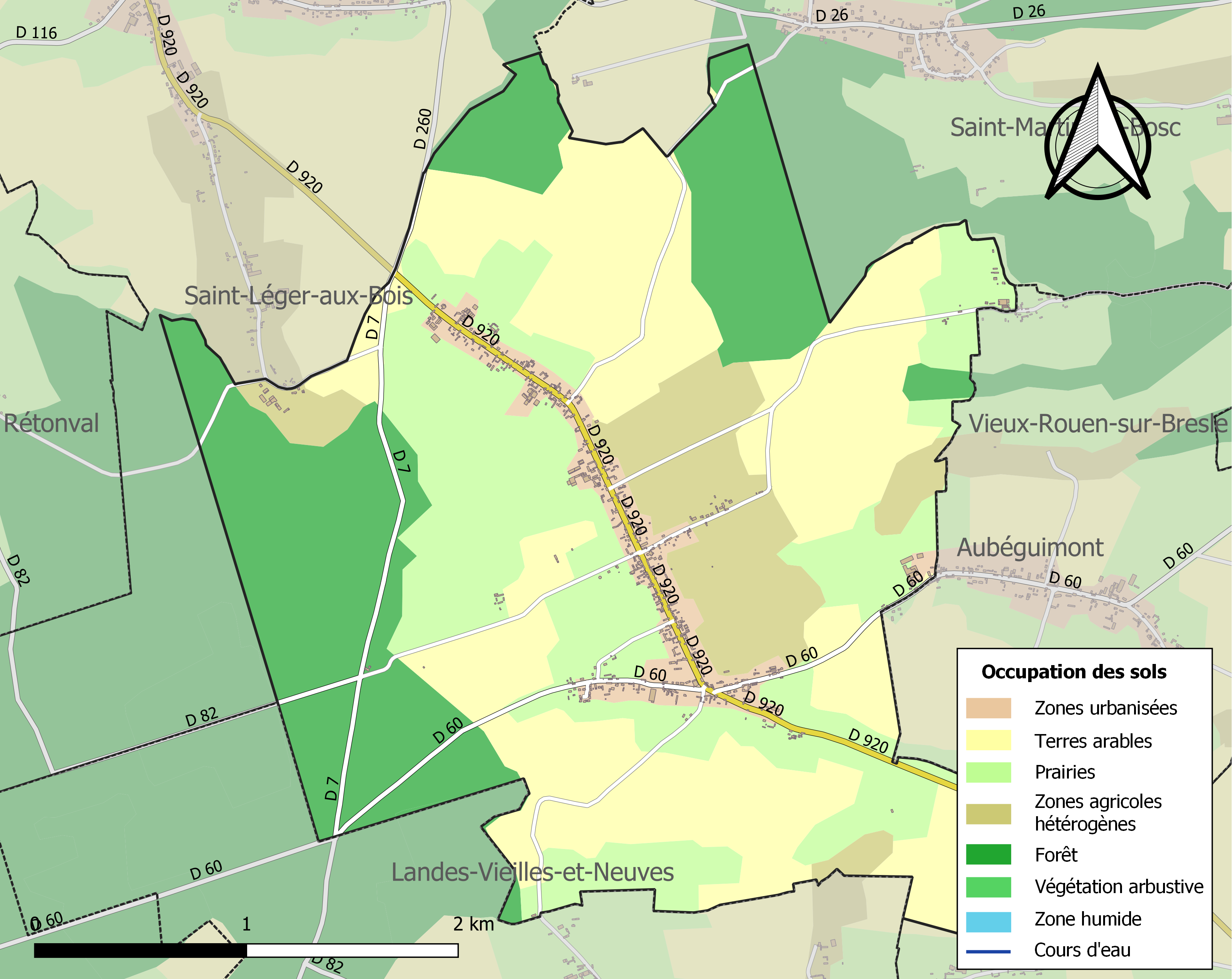
Carte des infrastructures et de l'occupation des sols de la commune en 2018 (CLC).

## Toponymie
Le nom de la localité est attesté sous les formes Richemont en 1337, 1431 et au XVIe siècle, Saint Michel de Richemont en 1716, Richemont en 1715.
Signification apparente « mont fertile ». Le nom de Richmond en Grande-Bretagne, puis dans le reste du monde anglophone, s'explique peut-être par le nom de ce village.

## Histoire
Des vestiges gaulois et gallo-romains ont été découverts dans le territoire communal.
Au XIXe siècle, l'Abbé Cochet indiquait « au carrefour nommé le Poteau-de-l'Ermitage il y a tradition d'ermite, et l'on voit encore des traces de fossés qui sembleraient indiquer les restes de sa cellule. On y venait en procession, et le peuple y jette encore des pièces de monnaie ».
Durant la Seconde Guerre mondiale, une  base de lancement de V1 est installée sur la plaine de Coquereaux. Le 9 juillet 1944, le village subit un bombardement dans le cadre de l'opération Crossbow, faisant plusieurs victimes civiles.

## Politique et administration

### Rattachements administratifs et électoraux
Rattachements administratifs
La commune se trouve depuis 1926 dans l'arrondissement de Dieppe du département de la Seine-Maritime.
Elle faisait partie depuis 1802 du canton de Blangy-sur-Bresle. Dans le cadre du redécoupage cantonal de 2014 en France, cette circonscription administrative territoriale a disparu, et le canton n'est plus qu'une circonscription électorale.
Rattachements électoraux
Pour les élections départementales, la commune fait partie depuis 2014 du canton de Gournay-en-Bray
Pour l'élection des députés, elle fait partie de la sixième circonscription de la Seine-Maritime.

### Intercommunalité
Richemont était membre de la communauté de communes du canton d'Aumale, un établissement public de coopération intercommunale (EPCI) à fiscalité propre créé fin 2001.
Dans le cadre de l'approfondissement de la coopération intercommunale prévu par la loi portant nouvelle organisation territoriale de la République (Loi NOTRe) du 7 août 2015, cette intercommunalité a fusionné avec sa voisine pour former, le 1er janvier 2017, la communauté de communes interrégionale Aumale - Blangy-sur-Bresle dont est désormais membre la commune.

### Liste des maires
| Période    | Période                         | Identité                              | Étiquette | Qualité        |
| ---------- | ------------------------------- | ------------------------------------- | --------- | -------------- |
| 1800       | 1806                            | Jean Martin Pollet                    |           |                |
| 1810       | 1810                            | Jean Antoine Louis Levaillant Boimont |           |                |
| 1811       | 1826                            | Louis Benoit Levaillant               |           |                |
| 1826       | 1831                            | Jean Baptiste Letellier               |           |                |
| 1831       | 1838                            | Jean Petit                            |           |                |
| 1840       | 1846                            | Epiphane Noblet                       |           |                |
| 1846       | 1862                            | Pierre Alexandre Nasse                |           |                |
| 1862       | 1865                            | Amédé Petit                           |           |                |
| 1865       | 1881                            | Aimable Nasse                         |           |                |
| 1881       | 1906                            | Albert Boillet                        |           |                |
| 1907       | 1908                            | Raoul Delahaye                        |           |                |
| 1908       | 1921                            | Albert Boillet                        |           |                |
| 1921       | 1923                            | Alfred Monnier                        |           |                |
| 1923       | 1929                            | Zéphir Boullet                        |           |                |
| 1929       | 1940                            | Raymond Coupel                        |           |                |
| 1941       | 1942                            | Henri Bénard                          |           |                |
| 1942       | 1957                            | Michel Petit                          |           |                |
| 1957       | 1971                            | Henri Vattier                         |           |                |
| 1971       | 1989                            | Raymond Valet                         |           |                |
| mars 1989  | juin 1995                       | Jean Bénard                           |           |                |
| juin 1995  | mars 2001                       | Bernard Tuloup                        |           |                |
| mars 2001  | avril 2014                      | Jérôme Auger                          |           |                |
| avril 2014 | mai 2020                        | Joseph Alix-Thiebaut                  |           |                |
| mai 2020   | mars 2021                       | Philippe Genty                        |           | Démissionnaire |
| mars 2021  | En cours (au 30 septembre 2021) | Marylène Paul                         |           |                |

## Population et société

### Démographie
L'évolution du nombre d'habitants est connue à travers les recensements de la population effectués dans la commune depuis 1793. Pour les communes de moins de 10 000 habitants, une enquête de recensement portant sur toute la population est réalisée tous les cinq ans, les populations de référence des années intermédiaires étant quant à elles estimées par interpolation ou extrapolation. Pour la commune, le premier recensement exhaustif entrant dans le cadre du nouveau dispositif a été réalisé en 2007.

En 2022, la commune comptait 443 habitants, en évolution de −4,11 % par rapport à 2016 (Seine-Maritime : +0,35 %, France hors Mayotte : +2,11 %).
| 1793  | 1800 | 1806 | 1821 | 1831 | 1836 | 1841 | 1846 | 1851 |
| ----- | ---- | ---- | ---- | ---- | ---- | ---- | ---- | ---- |
| 1 100 | 843  | 979  | 859  | 894  | 966  | 877  | 939  | 960  |

| 1856 | 1861 | 1866 | 1872 | 1876 | 1881 | 1886 | 1891 | 1896 |
| ---- | ---- | ---- | ---- | ---- | ---- | ---- | ---- | ---- |
| 938  | 932  | 908  | 840  | 805  | 742  | 669  | 662  | 610  |

| 1901 | 1906 | 1911 | 1921 | 1926 | 1931 | 1936 | 1946 | 1954 |
| ---- | ---- | ---- | ---- | ---- | ---- | ---- | ---- | ---- |
| 523  | 537  | 500  | 478  | 526  | 513  | 515  | 476  | 469  |

| 1962 | 1968 | 1975 | 1982 | 1990 | 1999 | 2006 | 2007 | 2012 |
| ---- | ---- | ---- | ---- | ---- | ---- | ---- | ---- | ---- |
| 473  | 478  | 459  | 461  | 450  | 447  | 468  | 471  | 483  |

| 2017 | 2022 | - | - | - | - | - | - | - |
| ---- | ---- | - | - | - | - | - | - | - |
| 453  | 443  | - | - | - | - | - | - | - |

### Enseignement
La commune dispose de deux bâtiments scolaires, utilisés par le SIVOS de l'Entente, qui anime un regroupement pédagogique intercommunal rassemblant les élèves de Saint-Martin-au-Bosc, celle d’Aubéguimont et les deux de Richemont.

## Économie
La commune se trouve dans l'aire de production du Neufchâtel, l'un des quatre fromages AOC de Normandie.
Le GAEC Genty de Richemont a obtenu en 2020 la médaille d’or du cœur de neufchâtel au Salon international de l’agriculture de Paris.
La commune ne compte plus, en 2018, de commerces de bouche, mais accueille une pizzéria et un garage.

## Culture locale et patrimoine

### Lieux et monuments
- L'église Saint-Michel, dont la nef comprend des ouvertures en plein cintre et des contreforts qui scandent les murs. L'ensemble est couvert d'une toiture en ardoise. 
Un clocher-porche précède la nef et comprend une couverture de dôme en ardoise à l'impériale, mais les cloches ont été placées dans un édicule annexe placé au nord du bâtiment.

L'Abbé Cochet indiquait en 1871 « L'église, dédiée à saint Michel, appartient pour le fond au XIIIe siècle, avec des retouches du XVIe et des mutilations du XVIIe et du XVIIe . Le XIIIe a fait la nef et le chœur, et le XVIe  a ajouté les deux transepts ou bras de croix. La nef et le chœur sont appareillés en silex, sauf les remaniements en brique rouge. Dans les transepts domine le moellon du pays. Du XIIIe , bien caractérisé, il reste le portail ogival et la fenêtre terminale, partagée en deux compartiments surmontés de trèfles et de roses. La charpente en bois sculpté qui règne par toute l'église repose sur une double corniche sculptée d'une vigne et d'animaux. Sur une poutre transversale et ornée on lit : « En l'an de grâce M Vce XLI (1541) fust faict le présent comble de l'église, etc ».

L'église Saint-Michel
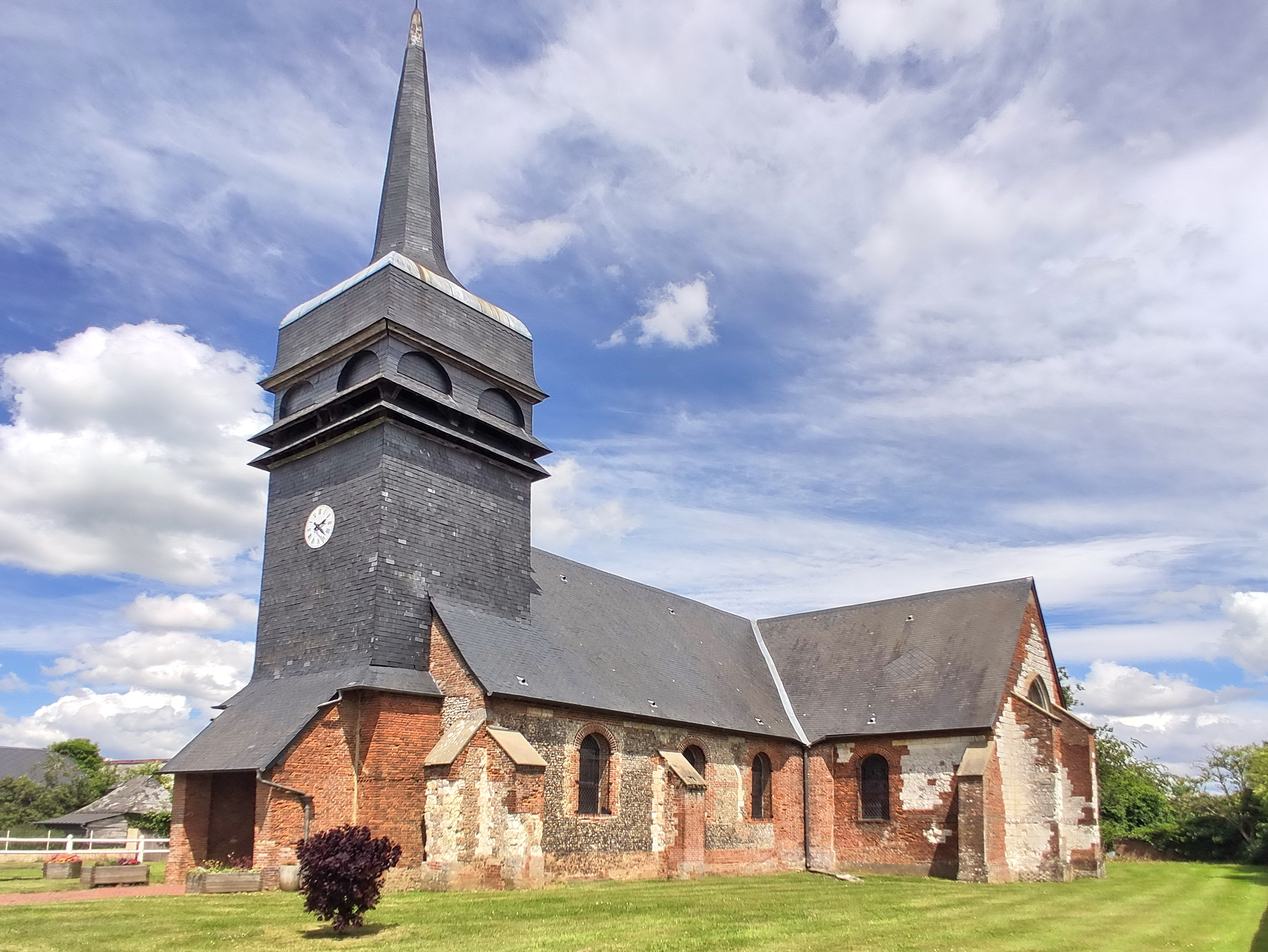
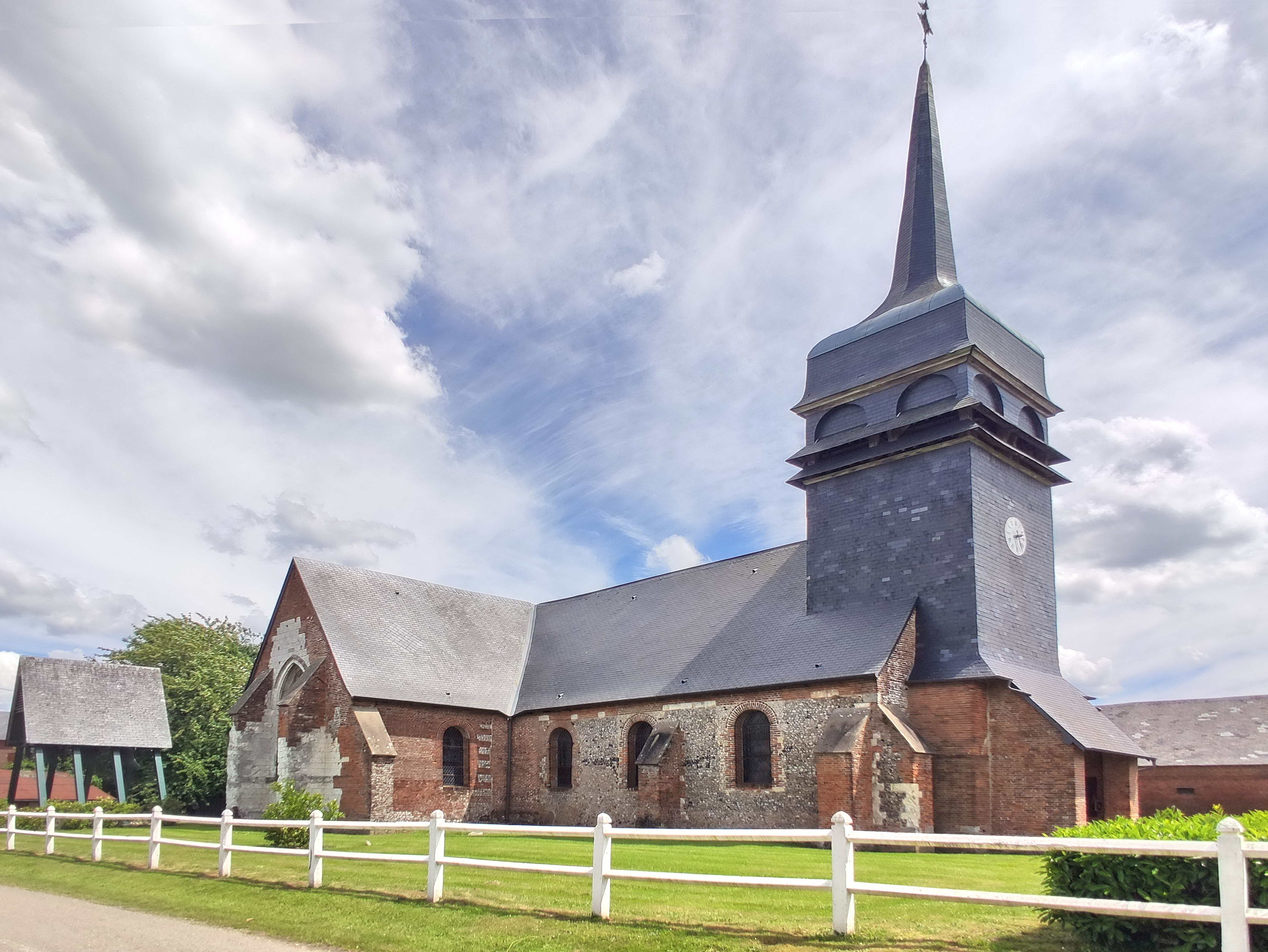
Le bâtiment suportant les cloches est à gauche du cliché.
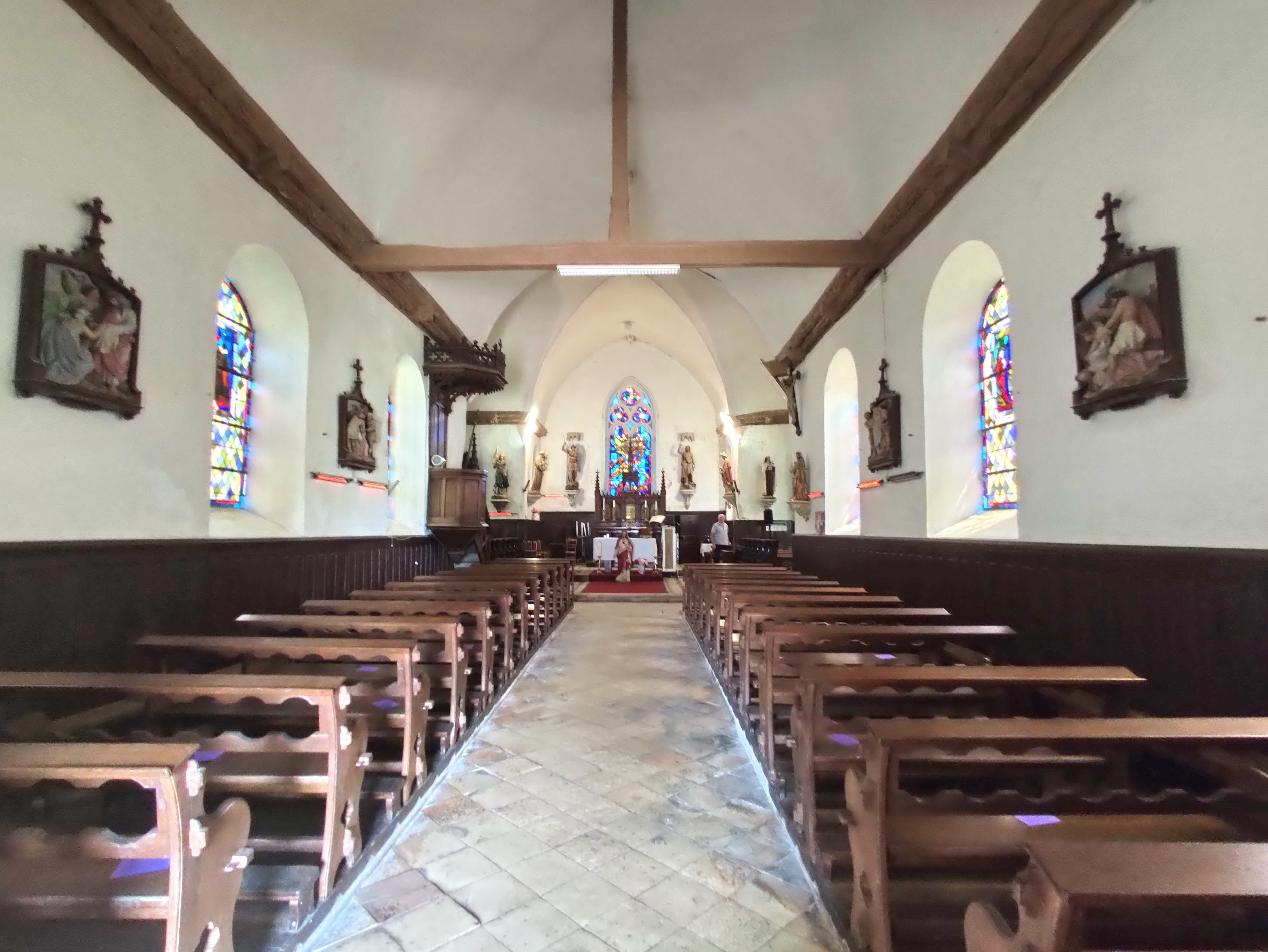
La nef.
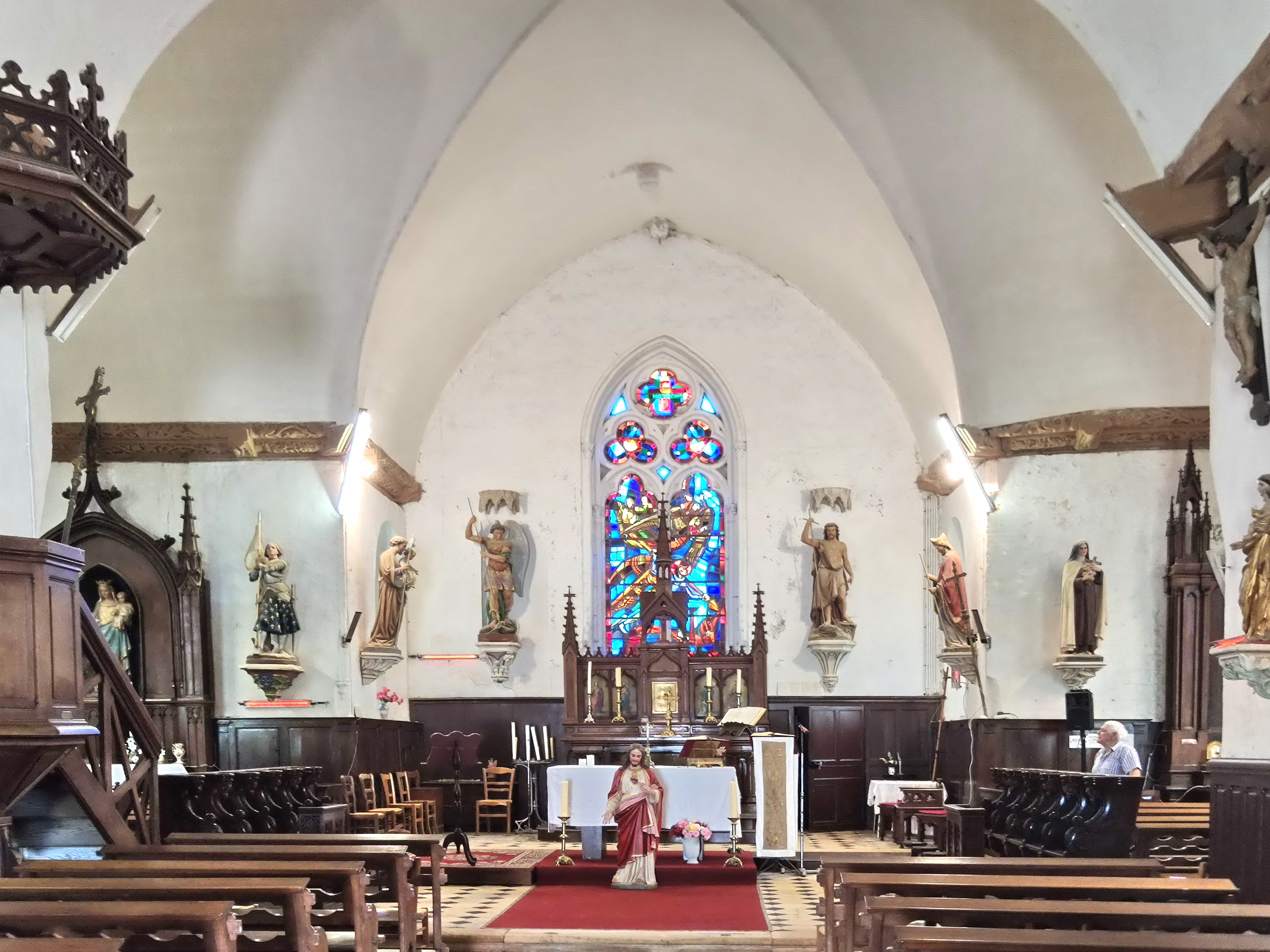
Le choeur.
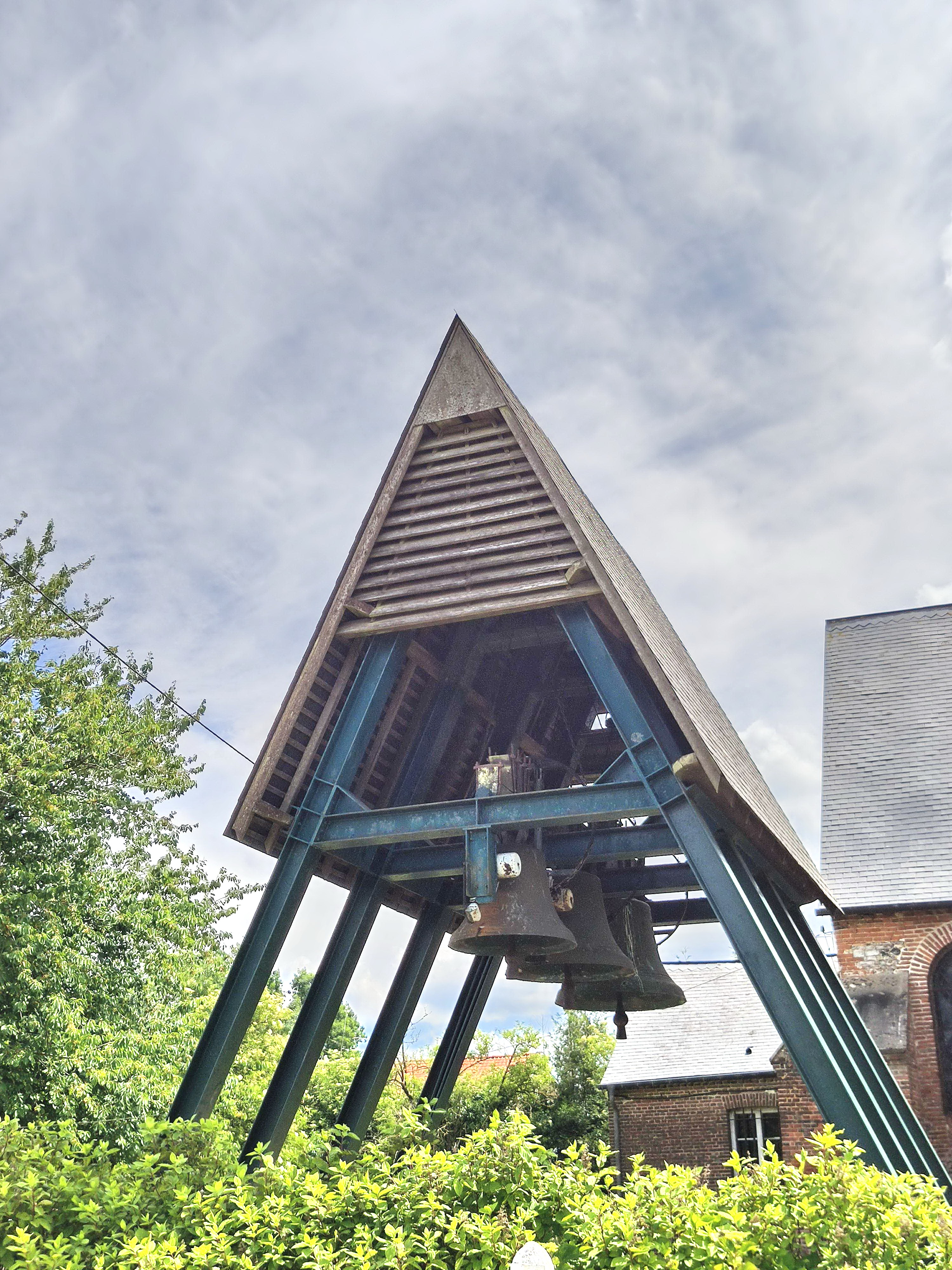
Le bâtiment des cloches
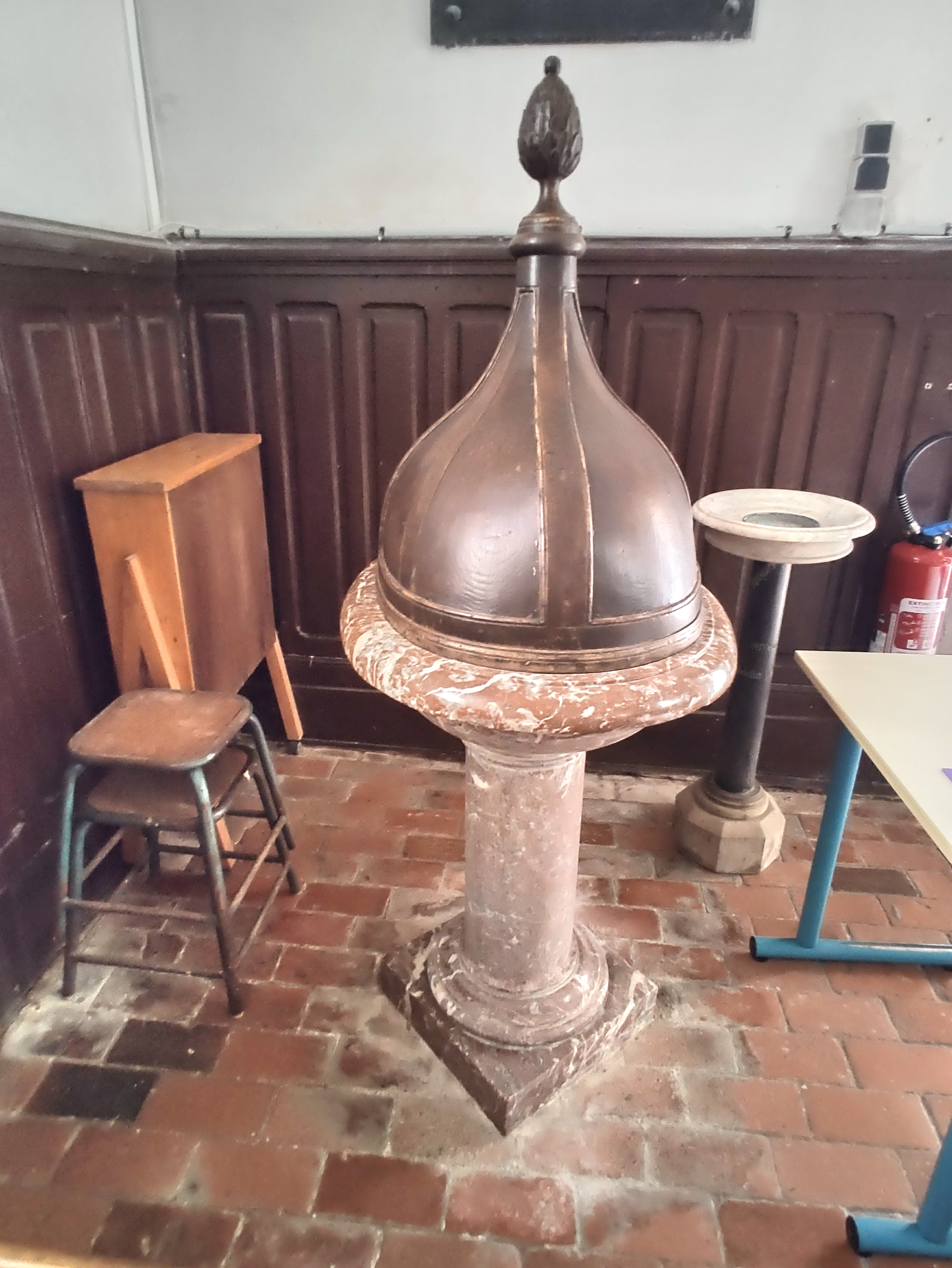
Les Fonts baptismaux

### Personnalités liées à la commune
- Charles Henri Désiré Le Vaillant de Charny (1795-1870), garde au 1er régiment des gardes d'honneur, chevalier de la Légion d'honneur, né à Richemont[34].
- Constant Joseph Redon du Colombier (1822-1911), sergent major de zouaves, chevalier de la Légion d'honneur, né à Richemont[35].